# Green room

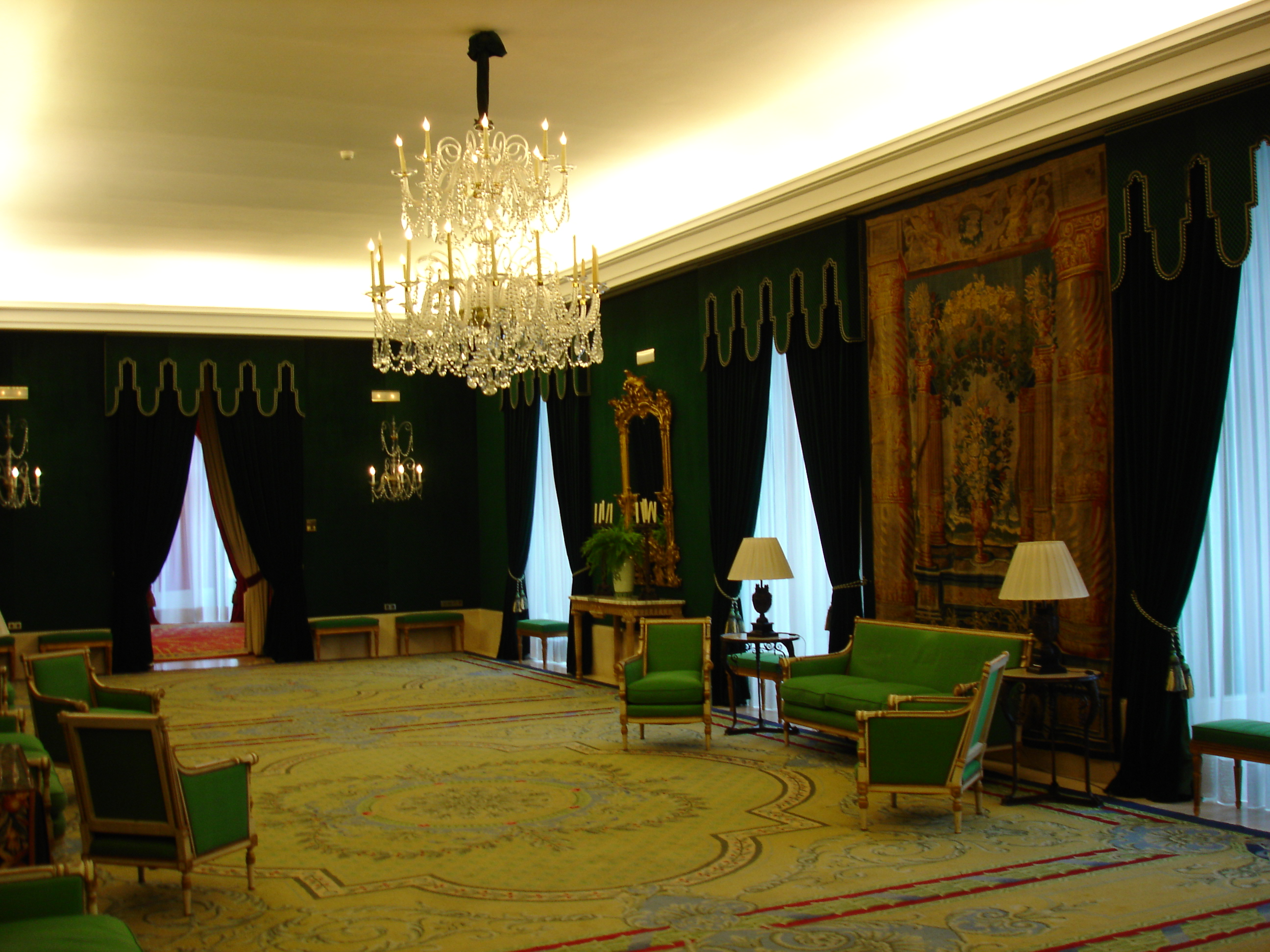
Green room del teatro Real di Madrid

Nel mondo dello spettacolo o nello show business, la Green room (in italiano stanza verde) è lo spazio di un teatro o luogo simile che funge da sala d'attesa per gli artisti prima e dopo una performance, un'esibizione, un concerto o durante una pausa dello spettacolo quando essi non sono impegnati sul palco. Le green room in genere hanno posti a sedere per gli artisti, come sedie e divani imbottiti.

## Origine del termine
L'origine specifica del termine non è nota con precisione e vi sono varie teorie al riguardo. Una di queste è che il Blackfriars Theatre di Londra nel 1599 includeva una stanza dietro le quinte, che era dipinta di verde; qui gli attori aspettavano prima di salire sul palco; essa si chiamava "the green room". L'origine del termine è spesso attribuita al fatto che queste stanze erano storicamente dipinte di verde.